# Pensamiento económico medieval
El pensamiento económico medieval surgido en la cristiandad latina de Europa Occidental que desarrolló el feudalismo y la filosofía escolástica, se centró en cuestiones éticas como la pobreza y la caridad, el precio justo, la relación conceptual entre el beneficio, el interés y la usura; y en determinadas especulaciones acerca de la teoría del valor, que en algunos casos podrían asimilarse a las posteriores teorías que lo identifican con el trabajo, y en otras con el precio de mercado.
Supervivencia temporal más allá de la crisis bajomedieval, se extendió durante el Antiguo Régimen, en que fueron apareciendo nuevas escuelas de pensamiento económico, como el mercantilismo, que no obstante, en algunos casos, mantuvieron cierta continuidad con el pensamiento medieval (como es el caso del arbitrismo español, muy influido por la neoescolástica Escuela de Salamanca).
Contemporáneamente, en otros contextos geográficos, sociales, económicos y culturales, como fue el Islam medieval, se desarrollaron otras formas de pensamiento económico, con notables autores (Ibn Jaldún).

## Estructura socioeconómica
Las relaciones personales se basan en dos figuras típicas:
1. Las relaciones feudo-vasalláticas entre individuos. Entre los nobles se establece una relación señor-vasallo, de mutuas obligaciones políticas, jurídicas y económicas, en la que el vasallo tiene a su vez vasallos. En la base del sistema está la relación señor-siervo, en la que el primero es un noble (laico o eclesiástico), con obligación de proteger al segundo, un campesino sometido a servidumbre, con obligaciones económicas. En el campo, que es la práctica totalidad del sistema económico, predomina la agricultura de subsistencia. El producto se obtenía en pequeña escala, utilizando técnicas agrícolas relativamente primitivas. El objetivo del feudo era la autosuficiencia.
2. Las relaciones gremiales. En las ciudades, islas en el océano feudal (Henri Pirenne), los gremios (agrupaciones de artesanos) potencian la economía local e impiden la competencia y la expansión de la producción y el mercado: las actividades comerciales entre regiones o países estaban severamente limitadas, el desarrollo tecnológico era escaso (mantenimiento de secretos industriales, innovaciones no estimuladas), escasez de capital y dificultades para la movilidad de los individuos.

El marco económico y social del feudo era análogo en algunos aspectos al de la polis o ciudad estado griega. El principio de organización en ambos era el rango y no el contrato, y en ambos casos se trataba de una situación de economía de pre-mercado, en un estadio tecnológico muy rudimentario.
No obstante las diferencias eran sustanciales: mientras que en el modo de producción esclavista el interés en la producción estaba en el propietario, único detentador de derechos; en el modo de producción feudal el interés en la producción está en el siervo, que también se ocupa de la reproducción del sistema. No hay un claro concepto de propiedad, y ambos comparten derechos sobre la tierra. El papel del señor consiste en conseguir la extracción del excedente mediante coerción extraeconómica (la renta feudal). Ni siervo ni señor acumulan capital, el primero por incapacidad, el segundo porque las inversiones productivas le están vetadas ideológicamente, quedándole únicamente el gasto militar, el gasto suntuario o el atesoramiento.
Para dar el paso hacia una economía de mercado era necesaria la aparición de relaciones impersonales, competencia, libre movilidad, expansión económica, propiedad privada; el conjunto de instituciones necesarias para el desarrollo de lo que se conoce como capitalismo o modo de producción capitalista.
La sociedad, muy jerarquizada, se organizó de forma estratificada (nobleza, clero, y pueblo llano) sobre la comunidad, no sobre el individuo (los individuos solo son iguales ante Dios), de acuerdo a un plan divino, explicado de forma providencialista. Sobre la base de estos principios se comprende la desigualdad social en capacidad, riqueza y libertad. La sociedad se estructura en estratos sociales rígidos (como una pirámide) dentro de un marco de desigualdad, concibiendo a la comunidad de forma organicista, como un cuerpo con varias partes, cada una con su función y su condición, que en general pasaba de padres a hijos, con escasas posibilidades de cambio, pero que habían de funcionar como un cuerpo único, como un solo organismo (cada una de las partes de las que se compone había de cumplir con su función pero en única unidad).

## Enfoque ético
El principio escolástico se basa en el predominio absoluto de la Autoridad intelectual, proveniente en última instancia de la revelación divina, en detrimento tanto de la razón humana como de la experiencia de los sentidos. La Iglesia recogió parte del saber clásico personalizado en Aristóteles, reinterpretado y conciliado con la teología y la moral cristiana.

## Bases ideológicas de la actividad económica
- La idea de justicia debe de presidir toda la actividad económica:
  - en los procesos de intercambio: justicia conmutativa (intercambio de equivalentes), y
  - en los de distribución: justicia distributiva (distribución de la renta según el mérito, que justifica el predominio de los privilegiados mediante la renta feudal).
- La doctrina del precio justo, que es interpretada de maneras diversas, pero siempre en el sentido de impedir ganancias definidas como lucro o usura, considerados pecados. El precio de mercado puede ser una de las definiciones por las que se entiende ese precio justo, pero más habitualmente es un concepto que implique una ganancia honrada para el productor que le permita la supervivencia, y un precio accesible para el consumidor que también se la permita. La especulación es condenada (aunque los nobles y la misma Iglesia se beneficien de la que de forma natural obtiene al recibir los excedentes de la producción agraria (diezmos y rentas) en el momento de la cosecha, y tengan la oportunidad de acapararlos hasta que la escasez hace subir los precios al máximo al final del año agrícola. Comerciantes y revendedores en cambio tienen que justificar su margen comercial mediante el argumento de sufrir mermas o deterioro de sus productos.
- La dignificación del trabajo. Frente al desprecio del trabajo, asimilado a la condición del esclavo en la cultura grecorromana, el enfoque cristiano, sobre todo a partir de la regla de San Benito (ora et labora, reza y trabaja) dignifica o más bien santifica el trabajo, aunque queda claro su condición de castigo para todo el género humano por el pecado original, tal como se refleja en el relato del Génesis (ganarás el pan con el sudor de tu frente). No pasa a ser considerado como la principal fuente de riqueza, puesto que el providencialismo sólo ve a Dios, a través de la naturaleza, como la fuente de todo bien y la causa primera de cualquier hecho en la historia. El trabajo manual se hace incompatible con la dignidad estamental (nobleza y clero), y se dividen las actividades en oficios viles y mecánicos y profesiones liberales. La mentalidad burguesa, en la que el trabajo justifica los ingresos y la propiedad nace e inicia su desarrollo en las ciudades europeas con el incremento de las actividades artesanales y comerciales a partir de la Baja Edad Media, pero es un concepto confuso en el feudalismo de base rural, en el que tanto señor como siervo tienen algún tipo de derecho sobre la tierra.

## Teorías del interés y la usura
Todo esto lleva, en el estudio del pensamiento económico a buscar el precio justo (de los bienes) -la doctrina del precio justo- dentro de esta ética. Ello se observa con claridad cuando se estudia la teoría del interés y la usura. Para el pensamiento medieval usura suponía el cobro, al hacer un préstamo, de cualquier tipo de interés, lo que provocaba su rechazo, considerándolo éticamente reprobable porque el interés no modifica la naturaleza de las cosas (el dinero es estéril: no crea nada) y no procede del trabajo.
Para esta ética el interés es equiparable al beneficio. El beneficio encuentra su justificación en la actividad comercial como fruto del trabajo de transporte o almacenamiento de los bienes. El beneficio solamente es legítimo si procede del trabajo, no del capital.
Este pensamiento fue poco a poco evolucionando hasta llegar al siguiente razonamiento: el interés solo encuentra justificación en las siguientes razones:
- Como sanción por retraso
- Sanción por daño
- Como indemnización por el lucro cesante (coste de oportunidad): el dueño no dispone del bien en un determinado tiempo. Esta justificación del interés como indemnización fue primeramente rechazada, pero finalmente terminó siendo aceptada.

## Teoría del valor-trabajo
Se podría definir conceptualmente la teoría del valor argumentando que es la determinación del precio relativo de un bien (cuanto vale una cosa respecto a otra, explicar el precio relativo, el valor de las cosas).
Para determinar el valor de un bien se habrá de tener en cuenta que el valor de las cosas depende de dos variables:
- La utilidad del bien (más la escasez) determina la demanda
- El coste (Oferta)

Los bienes que cuestan mucho es debido a la escasez y los bienes que cuestan poco es que hay mucha oferta. Históricamente, la utilidad y el coste, iban separados: unos decían que era solo el coste el que determinaba el valor y otros decían que era su utilidad solamente. Con Marshall se llegará a la conclusión de que es la suma de los dos lo que influye en el precio de las cosas.
La Teoría del valor-trabajo, orientándose hacia el lado de la oferta, explica el precio (valor) de los bienes en función de la cantidad de trabajo utilizada en su producción.

### La posición de los pensadores medievales
Ejemplos de las dos corrientes:
1. Coste (S. Alberto Magno) si el precio de mercado no cubre los costes de producción ésta con el tiempo cesara
2. Demanda (Sto. Tomás de Aquino) introduce la necesidad en la fórmula del precio: el precio variaba con la necesidad.

- No usan el trabajo como medida del valor.
- El trabajo es el instrumento para legitimar la actividad económica y los ingresos, incluidos los beneficios e intereses.
- No hay una teoría del salario:

- No hay un grupo suficiente amplio de asalariados.
- No se preguntan cómo se forma el salario, sino cuál debe ser para ser justo.

## Pobreza y caridad
La pobreza durante la Edad Media fue un problema ético que se tenía que corregir, empezando por la caridad. El planteamiento doctrinal desde el punto de vista económico fue que la caridad es perjudicial porque cualquier tipo de medida de caridad impide que los individuos asuman sus responsabilidades y provoca la ociosidad, con lo que, finalmente, lo que ocurre es que se acentúa e incrementa la pobreza:
La pobreza fue esencialmente un problema moral. Si el objetivo era aliviar la pobreza, lo que había que hacer es eliminar este problema mediante la caridad, que es moralmente positiva.
- no generaba una gran presión social: las relaciones feudales garantizaban el sustento de los vasallos y siervos, los vínculos a la tierra o a los gremios generan ingresos de subsistencia, por ello
- no se concebía como consecuencia de un problema de desempleo, sino como fruto de desgracias personales (vejez, orfandad, enfermedad) antes que de causas económicas, que el individuo no controla y provocan desempleo involuntario

Cuando se rompe el modo de producción feudal (cercado de fincas, desplazamiento de mano de obra a la ciudad, etc.) empieza a tener más sentido la crítica clásica a la caridad del oro que fue la principal fuente de riqueza en la Edad Media.